# ميناء الملك فهد الصناعي بينبع
ميناء الملك فهد الصناعي هو ميناء يقع بمحافظة ينبع غرب السعودية، على ساحل البحر الأحمر، ويعتبر الميناء الأكبر في تحميل الزيت الخام والمنتجات المكررة والبتروكيماويات على البحر الأحمر، وهو مخصص لخدمة المجمعات الصناعية وتلبية متطلباتها بالإضافة إلى تصدير البترول الخام ومشتقاته المكررة وكذلك البتروكيماويات السائلة والصلبة إلى الأسواق العالمية، وتصل قدرة الميناء المناولـة إلى 130 مليون طن في العام.

## الموقع
يقع على ساحل البحر الأحمر على نحو 300 كم شمال ميناء جدة الإسلامي، ويمتد بطول 25 كم في الإحداثي التالي خط الطول 23ْ 56َ شمالاً وخط العرض 38ْ 15َ شرقًا.

## الهدف من الميناء
إن الهدف الرئيسي للميناء هو تحميل ومناولة البترول ومشتقاته ومنتجات المصانع البتروكيماوية والبضائع العامة ويحتوي الميناء على 25 رصيفاً مع مراعاة إيجاد أعلى درجة من الاستعداد لاحتواء وتقليل الخسائر المؤثرة على البيئة والميناء والناتجة عن تسرب الزيت أو أي مواد أخرى ملوثة بالبيئة البحرية قد تؤدي إلى حدوث تلوث بحري بحدود الميناء.

## مكونات الميناء
يتكون الميناء من (7) محطات مينائية وهي علي النحو التالي:
- محطة البضائع العامة والحاويات: وتتكون من (7) أرصفة ويصل عمق المياه لهذه الأرصفة (14متر) وتستقبل سفن تصل حمولتها إلي 60 ألف طن.
- محطة البضائع السائبة والتزود بالوقود: وتتكون من رصيفان (21,22) ويصل عمق المياه لهذه الأرصفة (15.5 متر) وتستقبل سفن تصل حمولتها إلي 60 ألف طن.
- محطة الزيت الخام: وتتكون من (4) أرصفة وبعمق يصل إلى (32 متر) وخصصت هذه المحطة لاستقبال سفن البترول العملاقة التي تصل حمولتها إلى 500 ألف طن.
- محطة تصدير المشتقات البترولية (سامرف): ويوجد بها ثلاث أرصفة (55,54,42) وبعمق مياه يصل إلى (18.5 متر) وتستقبل سفن تصل حمولتها إلي 150 ألف طن.
- محطة البتر وكيماويات: يوجد بها رصيفان (40,41) وبعمق مياه يصل إلى (13.5 متر) وتستقبل سفن تصل حمولتها إلى 50 ألف طن.
- محطة الغاز الطبيعي: يوجد بهذه المحطة رصيفان (71,72) وبعمق مياه يصل إلى (18.3 متر) وتستقبل سفن تصل حمولتها إلي 150 ألف طن.
- محطة المصفاة المحلية: يوجد بها أربعة أرصفة (91,92,93,94) وبعمق مياه يصل إلى (16 متر) وتستقبل سفن تصل حمولتها إلى 80 ألف طن.

## مأخذ المياه
يوجد مأخذ واحد للمياه وهو تابع لشركة مرافق الكهرباء والمياه بينبع، وعمقه (7 متر) ونوعها قناة مائية تستخدم للتبريد وتحلية المياه.

## مخارج تصريف المياه
يوجد مخرج واحد للمياه وهو تابع لشركة مرافق، وعمقها (7 متر) ونوعية التصريف مياه وتكون تحت أشراف إدارة حماية البيئة بالهيئة الملكية.

## التيارات المائية في المنطقة
تحدث ظاهر نسيم البر والبحر طوال السنة تقريبا مسببة رياح تبلغ سرعتها 10 عقده فأكثر متجهة من الشمال الغربي أثناء فترة ما بعد الظهر وتحدث عواصف تبلغ سرعتها 30 عقدة من الشمال أو الشمال الغربي بصفة متكررة كل 5 - 10 أيام. يبلغ مدى المد والجزر 34,0 وتتأثر التيارات في المنطقة بظروف الرياح المحلية وعادة وبصفة عامة تتجه التيارات موازية للساحل وتتأثر بنشاطات الرياح المحلية السطحية وتبلغ سرعتها 5,0 عقده تقريباً.

## البيئة المحيطة
كما أنها ستوضح بالخطة المحلية بإدارة حماية البيئة بالهيئة الملكية بينبع وهي من اختصاصهم والتي تمثل الرئاسة العامة للأرصاد وحماية البيئة (الهيئة العامة للأرصاد وحماية البيئة حاليا) بالمحافظة.

## الناقلات
الميناء يستقبل جميع أنواع السفن بجميع حمولتها وحجم الخزانات الموجودة على السفن يختلف باختلاف أحجام السفن.